# 遊俠錄
《遊俠錄》為古龍早期作品，1960年海光出版。

## 故事大綱

### 主要人物
- 白非

天龍門第五代掌門「赤手神龍」與「湘江女俠」紫瑛之子
- 石慧

「無影人」丁伶與武當高手石坤天之女

### 次要人物
- 司馬之

與馮碧、邱獨行並稱「武林三鼎甲」，「白羽雙劍」之一，是馮碧的丈夫
- 馮碧

與司馬之、邱獨行「武林三鼎甲」，「白羽雙劍」之一，是司馬之的妻子
- 邱獨行

與「白羽雙劍」並稱「武林三鼎甲」，人稱「千蛇郎君」
- 天赤尊者

三十多年前，禍亂中原武林的魔頭
- 司馬小霞

司馬之之女
- 樂咏沙

人稱「羅剎仙女」，崑崙派六陽神掌鄭劍平未過門的夫人，以手辣著名江湖，動手的時候，最恨別人插手
- 丁伶

人稱「無影人」，昔年曾用‘無影之毒’使江湖上最負盛名的七大鏢頭死絕
- 謝鏗

人稱「遊俠」，「虯面孟嘗」謝恆夫之子，義薄雲天的大俠客
- 童瞳

人稱「黑鐵手」，謝鏗的殺父仇人
- 丁善程

人稱「六合劍」，六合門第七代傳人
- 覃星

人稱「九爪龍」，與三代天龍掌門鐵龍白景不和而出走的天龍門高手
- 常東昇

環字六珍中香狸、縛魂帶、靈蛇秘籍的擁有者，60年前被困在石窟中的先天高手
- 蘇敏君

人稱「天妖」，看似二十初實已四、五十，30年前使不知凡幾的武林高手為之迷離傾倒而被中原武林所逼竄入青海
- 那霞子

哲爾多齊齊堡堡主那長春之女，「天妖」蘇敏君的弟子
- 玄天子

崆峒掌門
- 浮雲子

崆峒九大劍仙中的二師兄
- 知機子

崆峒九大劍仙之一
- 玉鳶子

採花賊，崆峒高手，在中原被稱為「玉面飛鳶」史長青，從那霞子那習得天妖秘技“蝕骨銷魂傅女迷情大法”
- 凌塵子

崆峒九大劍仙中輕功最高者
- 明虛子

崆峒九大劍仙中的小師弟

## 小說目錄
第一章　恩怨分明

第二章　風雲際會

第三章　千蛇之會

第四章　八方風雨

第五章　雲龍入雲

第六章　峰迴路轉

第七章　急轉直下

第八章　望穿秋水